# Fußball-Oberliga 1997/98
Die Saison 1997/98 der Oberliga war die vierte Saison der Oberliga als vierthöchste Spielklasse im Fußball in Deutschland nach Einführung der zunächst viergleisigen – später drei- und zweigleisigen – Regionalliga als dritthöchste Spielklasse zur Saison 1994/95.

## Oberligen
- Oberliga Baden-Württemberg 1997/98
- Bayernliga 1997/98
- Oberliga Hessen 1997/98
- Oberliga Nord 1997/98 in zwei Staffeln (Niedersachsen/Bremen und Hamburg/Schleswig-Holstein)
- Oberliga Nordost 1997/98 in zwei Staffeln (Nord und Süd)
- Oberliga Nordrhein 1997/98
- Oberliga Südwest 1997/98
- Oberliga Westfalen 1997/98

## Aufstieg zur Regionalliga

### Nord
Die Tabellenzweiten der Staffeln Niedersachsen/Bremen, BV Cloppenburg, und Hamburg/Schleswig-Holstein, TuS Hoisdorf, spielten nach Beendigung der Saison in zwei Spielen den dritten Aufsteiger in die Regionalliga Nord aus. Das Hinspiel in Hoisdorf endete – trotz eines Pausenrückstands – mit einem 2:1-Sieg für die Hausherren, ehe die Cloppenburger das Rückspiel im eigenen Stadion klar mit 6:0 gewannen und sich den Regionalliga-Aufstieg sicherten.
|              | Gesamt |                | Hinspiel (30.5.) | Rückspiel (6.6.) |
| ------------ | ------ | -------------- | ---------------- | ---------------- |
| TuS Hoisdorf | 2:7    | BV Cloppenburg | 2:1 (0:1)        | 0:6 (0:4)        |

### Süd
Die Vizemeister der Oberligen Hessen, SV 1919 Bernbach, Baden-Württemberg, SC Pfullendorf, und der Bayernliga, SG Quelle Fürth, spielten in einer Einfachrunde einen weiteren Aufsteiger in die Regionalliga Süd aus.
Mit einem Sieg und einem Remis sicherte sich der SC Pfullendorf den Aufstieg in die Regionalliga.
| Pl. | Verein           | Sp. | S | U | N | Tore    | Diff. | Punkte |
| --- | ---------------- | --- | - | - | - | ------- | ----- | ------ |
| 1.  | SC Pfullendorf   | 2   | 1 | 1 | 0 | 005:200 | +3    | 04     |
| 2.  | SV 1919 Bernbach | 2   | 0 | 2 | 0 | 001:100 | ±0    | 02     |
| 3.  | SG Quelle Fürth  | 2   | 0 | 1 | 1 | 003:600 | −3    | 01     |

| Datum |                  | Ergebnis  |                  |
| ----- | ---------------- | --------- | ---------------- |
| 2.6.  | SG Quelle Fürth  | 2:5 (1:2) | SC Pfullendorf   |
| 6.6.  | SV 1919 Bernbach | 1:1 (1:1) | SG Quelle Fürth  |
| 11.6. | SC Pfullendorf   | 0:0 (0:0) | SV 1919 Bernbach |